# 王漢傑
王漢傑（1576年—？），字伯英，號丹澤，陝西汉中府南鄭縣人，明朝政治人物。

## 生平
萬曆十六年（1588年）戊子科举人，三十五年（1607年）丁未科進士出身。初授山东滕县知县，歷官直隸永平府昌黎縣知縣。四十三年任順天府同考官，四十五年升真定府同知，泰昌元年升刑部福建司员外，天启三年京察，四年降歸德府通判，升南户部主事，崇祯元年考察。

## 家族
曾祖王輔，壽官。祖父王永壽，刑部司務。父王汝玉，教授。母姜氏。慈侍下。弟王漢儒（贡士）。